# Остеопетроз
Остеопетроз (лат. osteopetrosis), мармурова хвороба, вроджений сімейний остеосклероз, хвороба Альберс-Шенберга — група рідкісних спадкових захворювань [  з автосомно-рецесивним типом успадкування, що виявляється дифузним ущільненням кісток скелету, ламкістю кісток, недостатністю кісткового мозку людини. Вперше хворобу описано німецьким хірургом Генріхом Альберс-Шенбергом (1865—1921) в 1904 році.

## Патогенез
Нормальний розвиток кістки досягається балансом між формуванням кісткової тканини остеобластами та її резорбцією остеокластами. При мармуровій хворобі кількість остеокластів може бути зменшеною, нормальною або збільшеною, проте функція їх у будь-якому випадку порушена. Точний механізм розвитку захворювання невідомий. Зазначається дефіцит карбоангідрази в остеокластах; відсутність цього ферменту викликає дефект протонової помпи остеокластів, що призводить до порушення кісткової резорбції (навколишнє кисле середовище необхідне виведення гідроксиапатиту кальцію з кісткової тканини в циркуляторне русло). Отже, відзначається порушення резорбції кісткової тканини на тлі її формування, що триває; кісткова тканина ущільнюється, стає надмірною .

## Симптоми
Незважаючи на надмірну кісткову тканину, при мармуровій хворобі відзначається підвищена крихкість кісток з тенденцією до патологічних переломів. Найчастіше відзначаються патологічні переломи стегнових кісток. У зв'язку із збереженням окістя консолідація відбувається своєчасно, проте в деяких випадках зрощення кісткових уламків уповільнено через те, що ендост не бере участі в остеогенезі (кістномозковий канал склерозований).
У зв'язку зі склерозом кістковомозкового каналу та порушенням гемопоетичної функції, у дітей відзначається розвиток гіпохромної анемії, компенсаторна гепатомегалія, спленомегалія, лімфаденопатія.
Надмірна кісткова тканина може здавлювати навколишні нервові стовбури, призводячи до периферичних парезів та паралічів, сліпоті .
У немовлят хвороба проявляється у деформаціях черепа, призводить до гідроцефалії та анемії. У дітей старшого віку проявляється швидкою втомою, коли ноги не тримають тіло, неприродно маленьким ростом, можливі порушення зору через здавлювання зорового нерва .
У підлітків та дорослих хвороба може виявлятися у частих переломах кісток, при цьому остеопетроз діагностується за рентгенограмою. Також може протікати безсимптомно до деякого моменту, безсимптомний перебіг виявляється лише в ході обстеження .

## Диференціальний діагноз
Мармурову хворобу слід диференціювати від інших захворювань, що супроводжуються остеосклерозом (гіпервітаміноз D, гіпопаратиреоїдизм, хвороба Педжета, метастази, мелореостоз, лімфогранульоматоз тощо.

## Лікування
При мармуровій хворобі, обумовленої ураженням остеокластів (тобто за більшості типів хвороби) застосовується трансплантація кісткового мозку, вона найефективніша у 6-місячному віці. Трансплантація не дає повного лікування, а лише перешкоджає розвитку хвороби, зміни кісткової тканини, що вже відбулися, відновити за допомогою трансплантації неможливо .
Крім трансплантації застосовується допоміжна терапія кортикостероїдами, гамма-інтерфероном, еритропоетином, кальцитоніном та кальцитріолом .
У київському «Охматдиті» в липні 2023 року вперше в Україні успішно провели трансплантацію кісткового мозку дитині з остеопетрозом. Пацієнткою була 5-річна Ангеліна з Львівщини. Стовбуровими клітинами з нею поділився молодий поляк.

## Поширеність
Загальносвітова поширеність — один випадок на 100—200 тисяч новонароджених. Поширеність захворювання в середньому по Україні суттєво нижчі світових, зокрема, в 2008 році — 1 229 380 випадків або 3426,6 на 100 тис. населення. Це пов'язане з тим, що населення надто пізно звертається до лікаря — при значному ураженні суглобів, часто у запущених випадках, коли єдиним виходом для пацієнта є ендопротезування суглобів. Відповідно, рівень захворюваності на остеопетроз в Україні в 2008 році становив 226 545 випадків або 598,3 на 100 тис. населення. Також існує помітна відмінність показників у регіонах України. Зокрема, показники поширеності цієї хвороби в Черкаській (7052,1) та Житомирській (6665,7) областях більше ніж удвічі вищі середніх по Україні. При цьому у Луганській області показник в 2,5 рази менший (1453,8). Значно вища за середні показники захворюваність в Івано-Франківській та Дніпропетровській областях, в тому числі у працездатного населення.